# Отрадное (Джанкойский район)
Отра́дное (до 1948 года Вене́ра; укр. Відрадне, крымскотат. Otradnoye, Отрадное) — село в Джанкойском районе Республики Крым, входит в состав Яркополенского сельского поселения (согласно административно-территориальному делению Украины — Яркополенского сельского совета Автономной Республики Крым).

## Население
| 2001 | 2014 |
| ---- | ---- |
| 94   | ↘86  |

Всеукраинская перепись 2001 года показала следующее распределение по носителям языка
| Язык       | Процент |
| ---------- | ------- |
| русский    | 79.79   |
| украинский | 20.21   |

## Современное состояние
На 2017 год в Отрадном числится 1 улица — 1388 Километр; на 2009 год, по данным сельсовета, село занимало площадь 3,3 гектара на которой, в 36 дворах, проживало 92 человека.

## География
Отрадное — небольшое село на юге района, в степном Крыму, при железнодорожной станции Отрадная, высота центра села над уровнем моря — 25 м. Соседние сёла: Яркое Поле в 1,3 км на запад, Дубровка в 0,5 км на юг и Тимирязево в 1 км на восток. Расстояние до райцентра — около 15 километров (по шоссе) на север.

## История
Селение Венера возникло на территории немецкого национального Тельманского района, видимо, в предвоенные годы, но никаких документальных свидетельств пока не найдено. Впервые в исторических документах встречается в указе Президиума Верховного Совета РСФСР от 18 мая 1948 года, которым село Венера переименовали в Отрадное. В начале 1950-х годов во время второй волны переселения, район заселялся колхозниками из различных областей Украины. 26 апреля 1954 года Крымская область была передана из состава РСФСР в состав УССР. Время включения в Яркополенский сельсовет пока не установлено: на 15 июня 1960 года село уже числилось в его составе. 1 января 1965 года, указом Президиума ВС УССР «О внесении изменений в административное районирование УССР — по Крымской области», Отрадное включили в состав Джанкойского района. По данным переписи 1989 года в селе проживало 115 человек. С 12 февраля 1991 года село в восстановленной Крымской АССР, 26 февраля 1992 года переименованной в Автономную Республику Крым.  С 21 марта 2014 года в составе Крыма аннексировано Россией.